# Ricardo Montero Allende
Ricardo Ignacio Montero Allende (12 de junio de 1983) es un abogado y político chileno que se desempeñó como miembro de la Convención Constitucional, órgano que se encargó de redactar la propuesta de nueva Constitución, que fue plebiscitada el 4 de septiembre de 2022. Es militante del Partido Socialista, y desde el 16 de agosto de 2023, ejerce como subsecretario de Defensa de Chile, bajo el gobierno del presidente Gabriel Boric.

## Formación académica
Egresó del Colegio del Verbo Divino. Luego, estudió derecho en la Pontificia Universidad Católica de Chile, posee un máster en Ciencias de la Defensa y Seguridad Interamericana del Colegio Interamericano de Defensa y otro en Relaciones Internacionales, Seguridad y Desarrollo de la Universidad Autónoma de Barcelona.
Fue voluntario de Techo por más de una década, ejerciendo el liderazgo de distintas áreas de esta organización benéfica.

## Carrera política

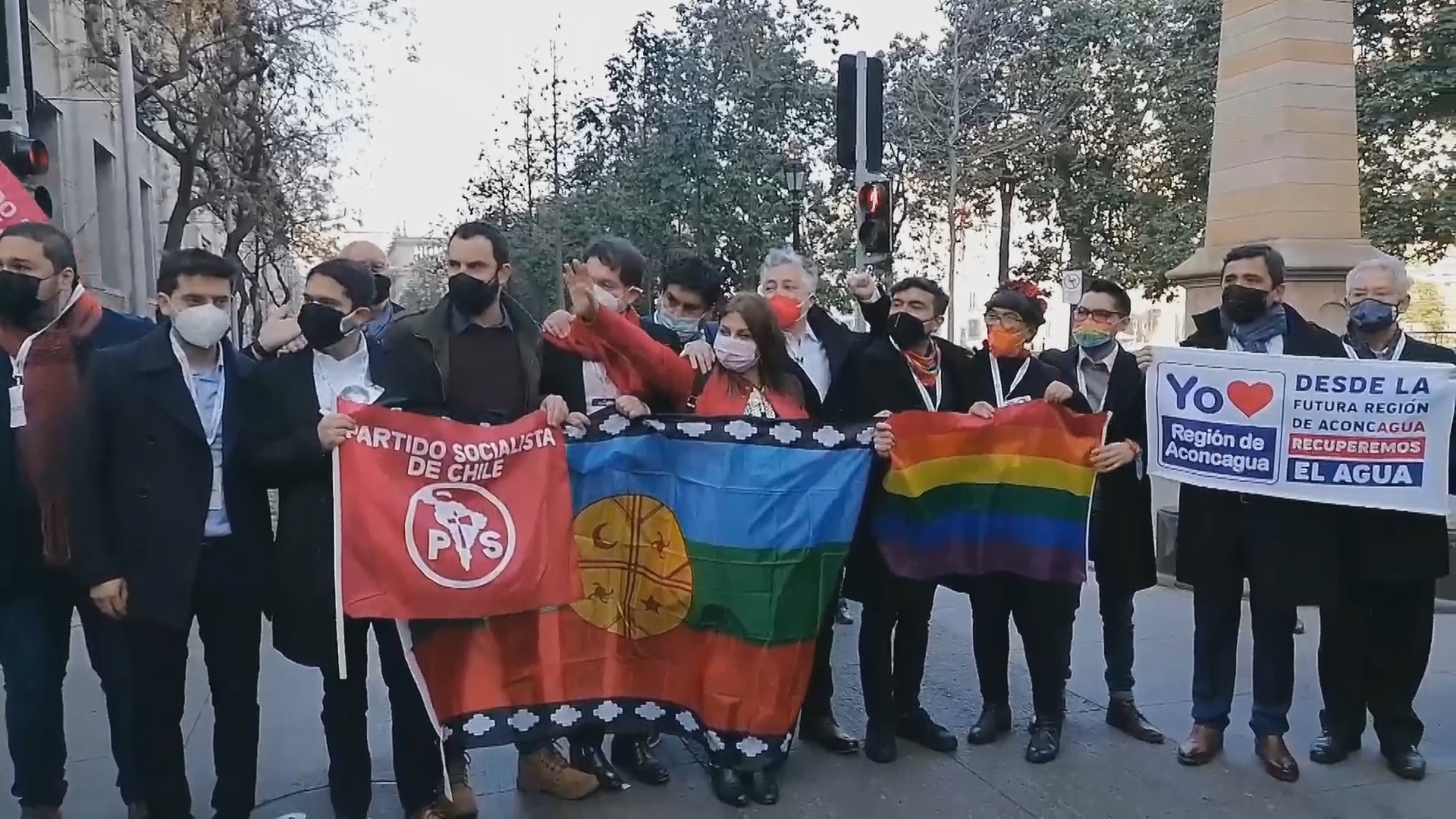
Celebración de la primera reunión de la Convención Constituyente en Chile junto al Colectivo Socialista en 2021, con Montero sosteniendo una bandera del PS.

Formó parte del segundo gobierno de Michelle Bachelet, primeramente entre 2014 y 2015 como jefe de gabinete del Ministerio de Defensa y entre 2015 y 2017 como jefe de gabinete del Ministerio del Interior.
Ejerció como secretario ejecutivo de la Comisión de Reforma de Carabineros del Senado y como miembro del Foro Permanente de Política Exterior.
Entre enero y abril de 2020 ejerció como asesor jurídico externo del Consejo para la Transparencia. El mismo año se presenta como candidato a las elecciones de convencionales constituyentes del 2020, por el Partido Socialista en la Lista del Apruebo, para representar al distrito 18 de la Región del Maule, siendo electo con el 5,5% de los votos válidamente emitidos.[cita requerida]
En octubre de 2021 el convencional fue designado coordinador de la comisión temática de Sistema Político, Gobierno, Poder Legislativo y Sistema Electoral, encargada de la redacción sobre estos temas para la nueva carta fundamental.
En septiembre de 2022, asumió como jefe de gabinete de la ministra del Interior Carolina Tohá. El 16 de agosto de 2023, en medio del cambio de gabinete, asumió como subsecretario de Defensa de Chile, como parte del gobierno de Gabriel Boric.

## Historial electoral

### Elecciones de convencionales constituyentes de 2021
- Elecciones de convencionales constituyentes de 2021 a convencional constituyente por el distrito 18 (Parral, Cauquenes, Chanco, Colbún, San Javier, Linares, Longaví, Yerbas Buenas, Pelluhue, Retiro, Villa Alegre)

| Candidato                  | Pacto                         | Partido | Votos  | %     | Resultado    |
| -------------------------- | ----------------------------- | ------- | ------ | ----- | ------------ |
| Patricia Labra Besserer    | Vamos por Chile               | RN      | 11 890 | 10,67 | Convencional |
| Francisca Arauna Urrutia   | La Lista del Pueblo Maule Sur | ILZD    | 11 777 | 10,58 | Convencional |
| Consuelo Veloso Ávila      | Apruebo Dignidad              | RD      | 8 504  | 7,6   |              |
| Priscila González Carrillo | La Lista del Pueblo Maule Sur | ILZD    | 7 791  | 7,0   |              |
| Fernando Salinas Manfredin | La Lista del Pueblo Maule Sur | ILZD    | 9695   | 6,65  | Convencional |
| María Hormázabal Carvajal  | Vamos por Chile               | UDI     | 6950   | 6,2   |              |
| Ricardo Montero Allende    | Lista del Apruebo             | PS      | 6128   | 5,50  | Convencional |